# 平德縣
平德縣（Bhind district）是印度的一個縣，位於該國中部，由中央邦負責管轄，面積4,459平方公里，識字率為76.59%，人口在2001至2011年期間增長19.25%，2011年人口1,703,562，人口密度每平方公里382人。

## 外部連結
- Bhind District

26°33′51″N 78°47′18″E / 26.5642°N 78.7883°E